# St. Martin (Happing)

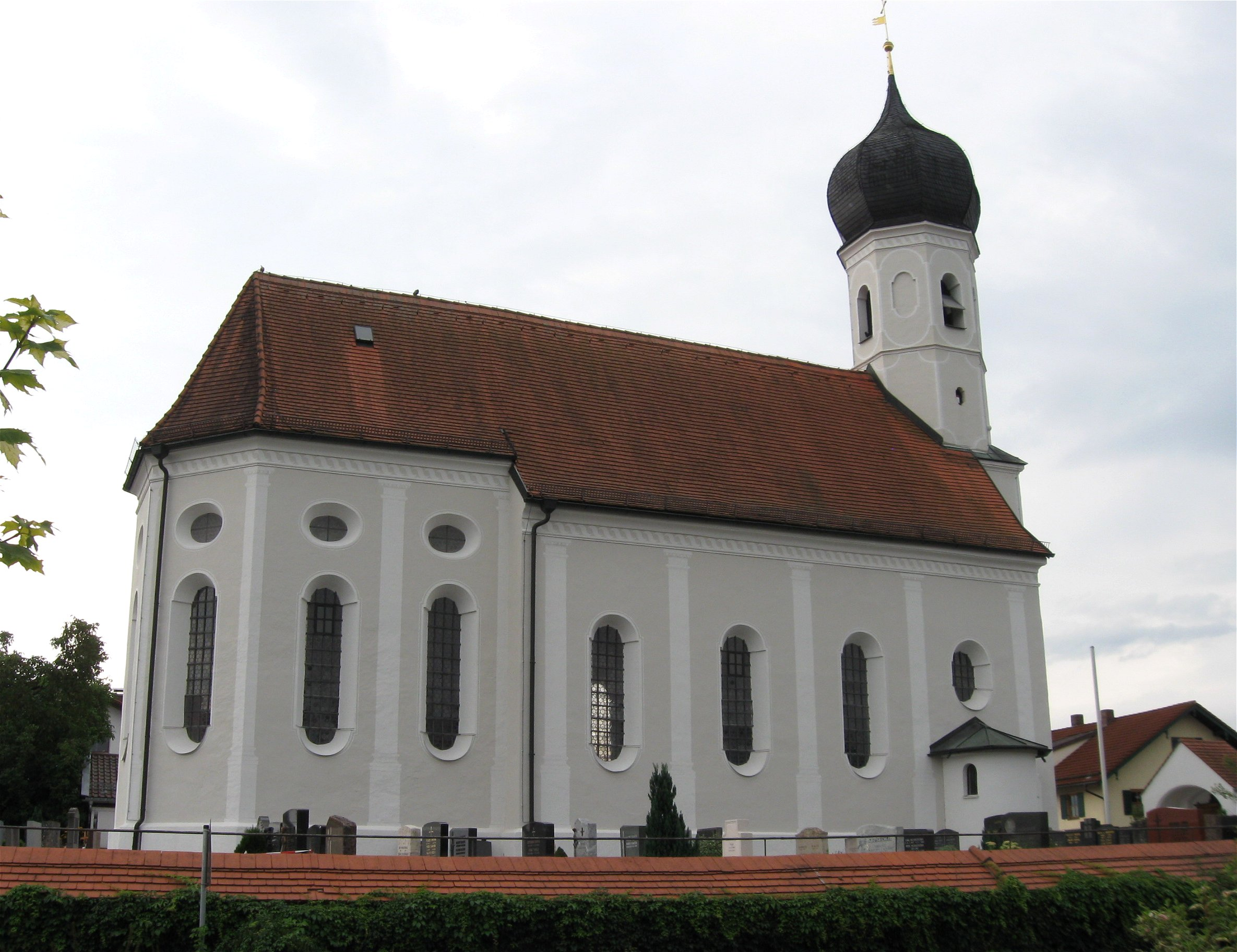
St. Martin in Happing

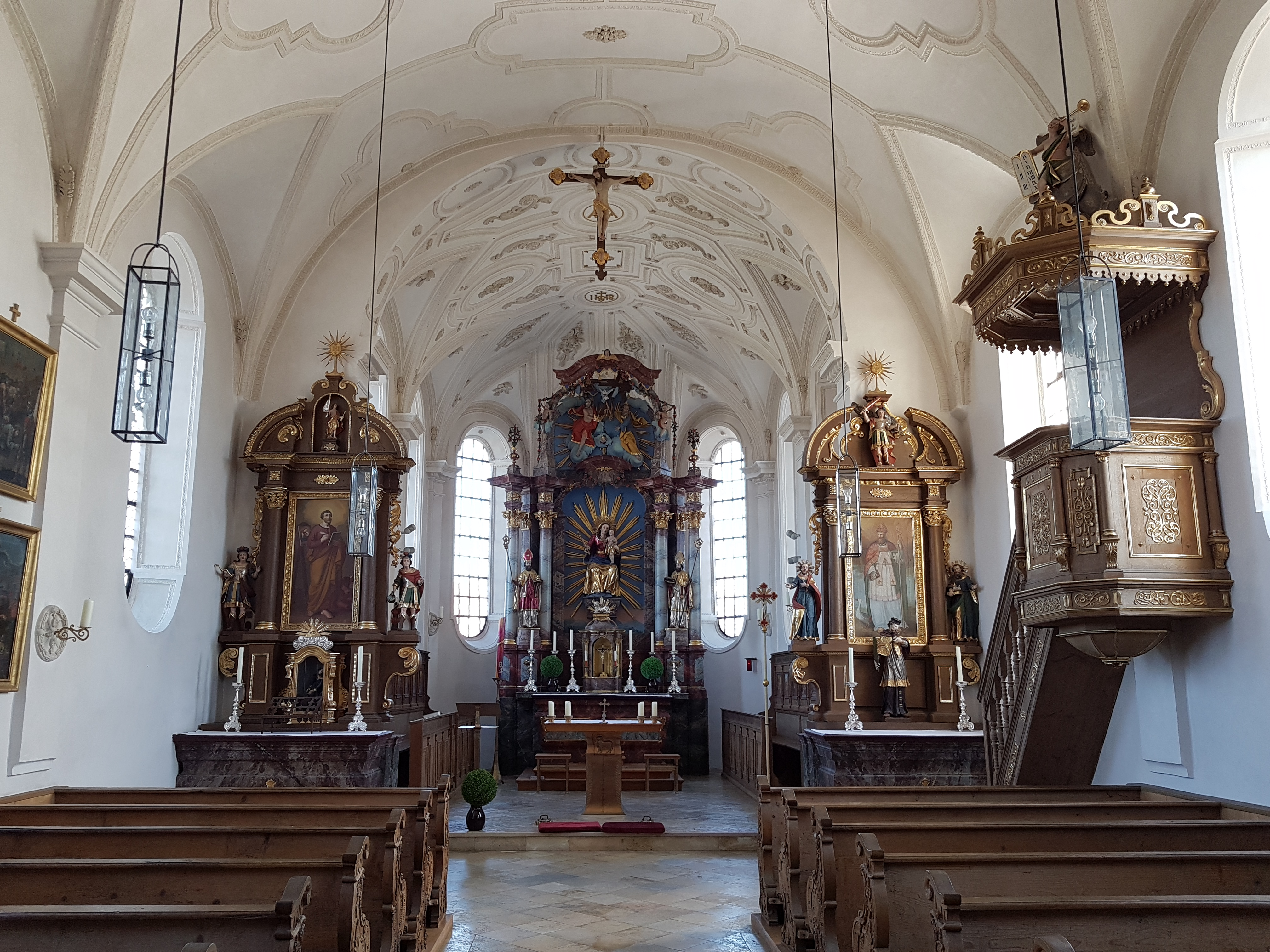
Innenraum

Die römisch-katholische Filialkirche St. Martin steht in Happing, einem Stadtteil von Rosenheim in Oberbayern. Das Bauwerk ist in der Liste der Baudenkmäler in Rosenheim als Baudenkmal unter der Nr. D-1-63-000-175 eingetragen. Die Kirche gehört zum Dekanat Rosenheim im Erzbistum München und Freising. Kirchenpatron ist Martin von Tours. 

## Beschreibung
Die frühbarocke, im Kern spätgotische Saalkirche wurde 1676–79 erbaut und 1779/80 erneuert. Sie besteht aus dem vierjochigen Langhaus, dem eingezogenen, dreiseitig geschlossenen Chor aus zwei Jochen im Osten, die beide außen mit Pilastern gegliedert sind, und dem Kirchturm auf quadratischem Grundriss im Westen. Das obere der beiden achteckigen Geschosse des mit einer Zwiebelhaube bedeckten Turms enthält den Glockenstuhl mit drei Kirchenglocken.
Der Innenraum des Langhauses ist mit einem Stichkappengewölbe überspannt, ebenso der des Chors. Der Hochaltar in den Formen des Rokoko wurde 1790 von Joseph Götsch gebaut. Dargestellt auf dem Hochaltar ist eine Marienkrönung, bestehend aus einem farbig gefasen Relief einer Maria mit Strahlenkranz mit dem Jesusknaben auf dem Arm als Altarbild, ergänzt durch eine Darstellung der Hl. Dreifaltigkeit im Auszug mit der Taube des Hl. Geistes, Jesus mit der Krone in der Hand und Gottvater mit der Weltkugel.

## Orgel
Die rein mechanische Schleifladen-Orgel mit fünf Registern auf einem Manual und Pedal wurde vor 1880 neu gebaut. Die Disposition lautet:
| Manual C–f3 |       |
| Gedeckt     | 8′    |
| Flöte       | 4′    |
| Schwiegel   | 2′    |
| Quint       | 1 ⁄3′ |

| Pedal C–d1 |     |
| Subbass    | 16′ |

- Koppeln: M/P